# Aloe musapana
Aloe musapana är en grästrädsväxtart som beskrevs av Gilbert Westacott Reynolds. Aloe musapana ingår i släktet Aloe och familjen grästrädsväxter. Inga underarter finns listade i Catalogue of Life.